# (198) Àmpela
Àmpela és l'asteroide número 198, descobert el 13 de juny de 1879 des de Marsella per Alphonse Louis Nicolas Borrelly. El seu nom podria ser una derivació femenina del nom d'Àmpel, un sàtir i bon amic de Dionís en la mitologia grega.